# Río Drin
El río Drin (en albanés: Drin o Drini; en macedonio Дрим y en serbio Drim) es el río más largo de Albania, con una longitud total de 335 km. Tiene dos confluencias, una dentro del mar Adriático y la otra dentro del río Bojana.

## Origen
El Drin inicia en la confluencia de sus dos cabeceras, el Drin Negro y el Drin Blanco, en la ciudad de Kukës al este de Albania. Medido desde allí hasta su desembocadura en el mar Adriático, el Drin mide 160 km de largo. Sin embargo, medido desde el origen del 'Drin Blanco', tiene una longitud de 335 km, siendo así el río más largo de Albania. El 'Drin Negro' (Crn Drim en macedonio, Drini i Zi en albanés) emana desde el lago Ohrid y atraviesa Macedonia del Norte y Albania. El 'Drin Blanco' (Beli Drim en serbio, Drini i Bardhë en albanés) nace en la montaña Žljeb (comarca metohijana de Kosovo, al norte de la ciudad de Peć), cruzando Serbia y Albania.

## Trayecto

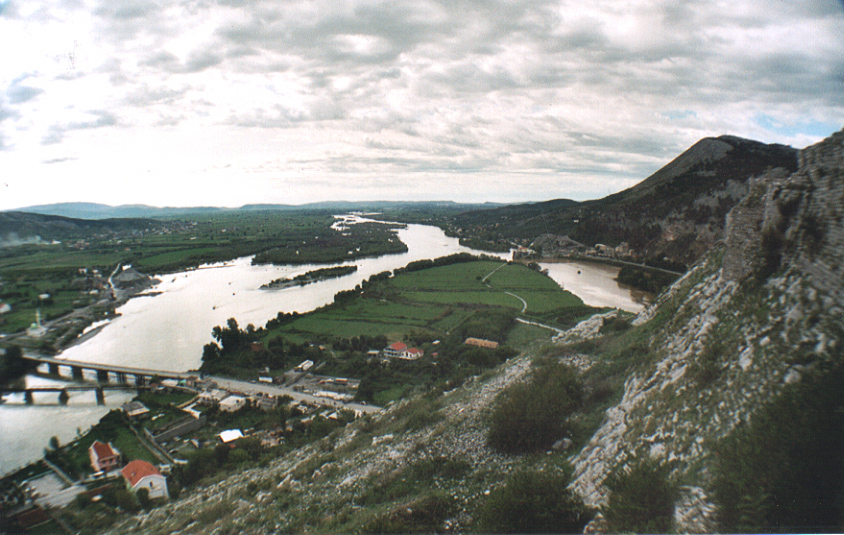
Los ríos Drin y Bojana.

Desde Kukës, el Drin fluye a través del norte de Albania, primero por la zona del distrito de Has hacia el norte, atravesando los pueblos de Spas, Msi y Fierzë, posteriormente llega a la región de Dukagjini descendiendo hacia el sur, pasando por Apripë e Gurit, Toplanë, Dushman, Koman, Vjerdhë y Pale Lalej. En Vau i Dejës, se adentra en las llanuras de Shkodra y se divide en dos partes. Uno de los desagües desemboca dentro de la Bahía del Drin (albanés: Pellg i Drinit) hacia el interior del mar Adriático en el sudoeste de la ciudad de Lezhë (La Boca del Drin, albanés: Gryk'e Drinit). Los demás desagües van hacia el río Bunë (Bojana/Бојана en serbio) cerca de Rozafa. Aun cuando es una pequeña derivación de 15 km, la sección que desagua en el Bojana es llamada El Gran Drin (Drini i Madh en albanés), porque acarrea mucha más agua que el brazo largo que termina en el mar. El Gran Drin es muy amplio y transporta una gran cantidad de agua (320 m³/s), pero por ser pequeño, algunos mapas lo señalan como un lago. Después de pasar el Vau i Dejës, el brazo largo sigue su curso hacia el sur, pasando a través de Bushat, Mabë, Gajdër, Lezhë y Medes. Al sur de Lezhë penetra al área baja y empantanada del litoral cruzando la ciénaga para finalmente desembocar en el Adriático.

## Economía
El Drin es extremadamente importante para la economía albanesa, especialmente para la producción de electricidad. Tres presas están construidas sobre sus cascadas produciendo la mayoría de la electricidad de Albania. El lago artificial Fierza (albanés: Liqeni i Fierzës) derivado de la represa en Fierzë, es uno de los más extensos lagos artificiales de Albania, con una superficie de 73 km². El segundo embalse en tamaño es el Vau i Dejës (Liqeni i Vau te Dejës en albanés), también se despliega en este río, ocupando un área de 25 km². La construcción de la central hidroeléctrica de Fierza, causó algunas controversias en los años de 1980. Sin llegar a ningún acuerdo, el gobierno albano ordenó que la presa de contención fuese llenada con agua, lo cual terminó por inundar algunas zonas limítrofes con Yugoslavia. El gobierno yugoslavo protestó, pero no se pactó solución alguna. De esta manera, actualmente el lago Fierza es compartido por Albania y Serbia.

## Vida silvestre
El Drin y sus zonas montañosas poseen una gran variedad de flora y fauna. Recientemente muchos tipos de peces han sido introducidos, tal como el zander (Stizostedion lucioperca) del norte de Europa, el cual es un depredador de las especies nativas.